# Chile Eboe-Osuji
Chile Eboe-Osuji (Anara, 2 de setembro de 1962) é um advogado e magistrado nigeriano, especializado em direito penal internacional. Depois de ter trabalhado no Tribunal Penal Internacional para o Ruanda e, em seguida, no Tribunal Especial para Serra Leoa, passou a atuar em 2012 no Tribunal Penal Internacional, que preside desde 11 de março de 2018.

## Primeiros anos
Chile Eboe-Osuji se formou em direito pela Calabar University, da Nigéria, em 1985, mestre em direito pela McGill University, do Canadá, em 1991 e doutor em direito internacional pela Universidade de Amsterdã, Países Baixos, em 2011. Durante seus estudos, fez estágios em escritórios de advocacia na Nigéria e no Canadá. Ele fala igbo, sua língua materna, além de inglês e francês.
Tendo se tornado advogado após sua licença, ingressou na Ordem dos Advogados da Nigéria em setembro de 1986. Depois de se formar na McGill University, exerceu a profissão no Canadá, sucessivamente na Ordem dos Advogados de Ontário, onde foi admitido em fevereiro de 1993, depois na Ordem da Colúmbia Britânica, onde ingressou em novembro de 1993.

## Carreira internacional
Em 1997, ele se tornou o primeiro procurador adjunto do Tribunal Criminal Internacional para o Ruanda (ICTR) antes de se tornar oficial jurídico chefe dos juízes do tribunal em 2003, primeiro em Kigali e depois em Arusha. Em 2005, ele deixou o tribunal para exercer novamente a profissão de advogado no Canadá, onde prestou assessoria a várias embaixadas de países estrangeiros com sede em Ontário. Entre 2006 e 2007, ele lecionou direito penal internacional na Universidade de Ottawa. Durante este período, é também perito jurídico da delegação nigeriana do grupo de trabalho especial da Assembleia dos Estados Partes do Tribunal Penal Internacional sobre o crime de agressão. Em 2007, Chile Eboe-Osuji foi nomeado primeiro procurador adjunto do Tribunal Especial para a Serra Leoa (SCSL), onde foi nomeadamente responsável pelo caso Charles Ghankay Taylor. Depois de retornar ao ICTR em 2008, ele foi nomeado conselheiro jurídico do Alto Comissariado das Nações Unidas para os Direitos Humanos, Navanethem Pillay, em 2010. Em seguida, dirigiu em particular a redação de documentos como amicus curiae perante o Tribunal Europeu dos Direitos do Homem e a Suprema Corte dos Estados Unidos.
Em 16 de dezembro de 2011, por suas habilidades em direito penal e processo penal, foi eleito juiz do Tribunal Penal Internacional. Assumiu plenamente suas funções na Sala de Julgamento em 16 de março de 2012. Em 11 de março de 2018, foi eleito Presidente da Corte por três anos, sucedendo à juíza argentina Silvia Fernández de Gurmendi. Ele é coadjuvado pelo tcheco Robert Fremr, eleito primeiro vice-presidente, e pelo francês Marc Perrin de Brichambaut, eleito segundo vice-presidente.